# SummerSlam (1994)
SummerSlam 1994 est le septième SummerSlam, pay-per-view de catch produit par la World Wrestling Entertainment. Il s'est déroulé le 29 août 1994 au United Center de Chicago, Illinois. C'est le premier spectacle à s'être déroulé dans cette salle, à l'époque nouvellement inaugurée.
En France, cet évènement a fait l'objet d'une diffusion sur Canal+.

## Résultats
| #                                                          | Résultats | Stipulations                                           | Commentaires | Durée |
| ---------------------------------------------------------- | --- | ------------------------------------------------------ | --- | ----- |
| Dark match                                                 | Adam Bomb bat Kwang | Match simple                                           | | N/A   |
| 1                                                          | Bam Bam Bigelow et Irwin R. Schyster (avec Ted DiBiase) battent The Headshrinkers (Fatu et Samu) (avec Afa Anoai et "Captain" Lou Albano) | Tag team match                                         | | 07:20 |
| 2                                                          | Alundra Blayze (c) bat Bull Nakano (avec Luna Vachon)                                                                                     | Match simple pour le WWF Women's Championship          | | 08:10 |
| 3                                                          | Razor Ramon (avec Walter Payton) bat Diesel (c) (avec Shawn Michaels)                                                                     | Match simple pour le WWF Intercontinental Championship | | 15:03 |
| 4                                                          | Tatanka bat Lex Luger | Match simple                                           | | 06:02 |
| 5                                                          | Jeff Jarrett bat Mabel (avec Oscar) | Match simple                                           | | 05:45 |
| 6                                                          | Bret Hart (c) bat Owen Hart | Steel cage match pour le WWF Championship              | | 32:22 |
| 7                                                          | The Undertaker (avec Paul Bearer) bat "The Undertaker" (avec Ted DiBiase)                                                                 | Casket match                                           | - L'Undertaker de Paul Bearer (donc le vrai) fit le tomber après avoir subi un tombstone piledriver de l'imposteur et renverser le deuxième pour exécuter trois tombstone piledriver. - À la fin du match, le vrai Undertaker a mis dans un cercueil l'imposteur pour qu'il repose en paix. | 08:57 |
| (c) désigne le champion défendant son titre dans le match. | |                                                        | |       |